# Mary Anne Fackelman-Minerová
Mary Anne Fackelmanová Minerová (nepřechýleně Fackelman Miner; * 1947 Toledo) je americká fotoreportérka a první žena, která oficiálně pracovala jako fotografka v Bílém domě.

## Životopis
Fackelmanová vystudovala Mary Manse College s titulem BA v oboru sociologie / sociální práce a dva roky navštěvovala Právnickou fakultu University of Toledo. Pracovala jako úřednice pro soudkyni Geraldine Macelwane, než se rozhodla, že dá přednost fotografii. Poté pracovala dva roky jako fotografka pro Toledo Blade, než v dubnu 1979 získala pozici v Bílém domě.
Zpočátku fotografovala první dámu Rosalynn Carterovou a další obecné události během Carterovy administrativy. Fackelman byla po volbách v roce 1980 přidělena k Nancy Reaganové. Sheila Tate, tisková mluvčí Nancy Reaganové, napsala o Fackelman-Minerové: „Maf měla zvláštní schopnost pořídit snímek, aniž by si někdo uvědomoval její přítomnost; měla také neuvěřitelné oko. Zachytila všechny emoce. Nancy nepotřebovala vidět mnoho jejích fotografií, aby věděla, že Maf chce, šli jsme jí zavolat, a stala se součástí našeho týmu.“
Její fotografie byly široce publikovány, mimo jiné v časopise Time, Newsweek, The New York Times a v mnoha knihách.

## Fotografie

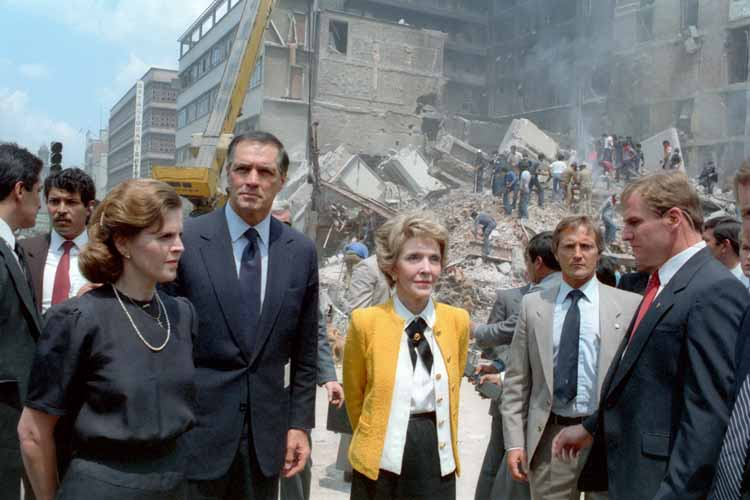
Nancy Reagan (uprostřed) mapuje škody způsobené zemětřesením v Mexico City v roce 1985
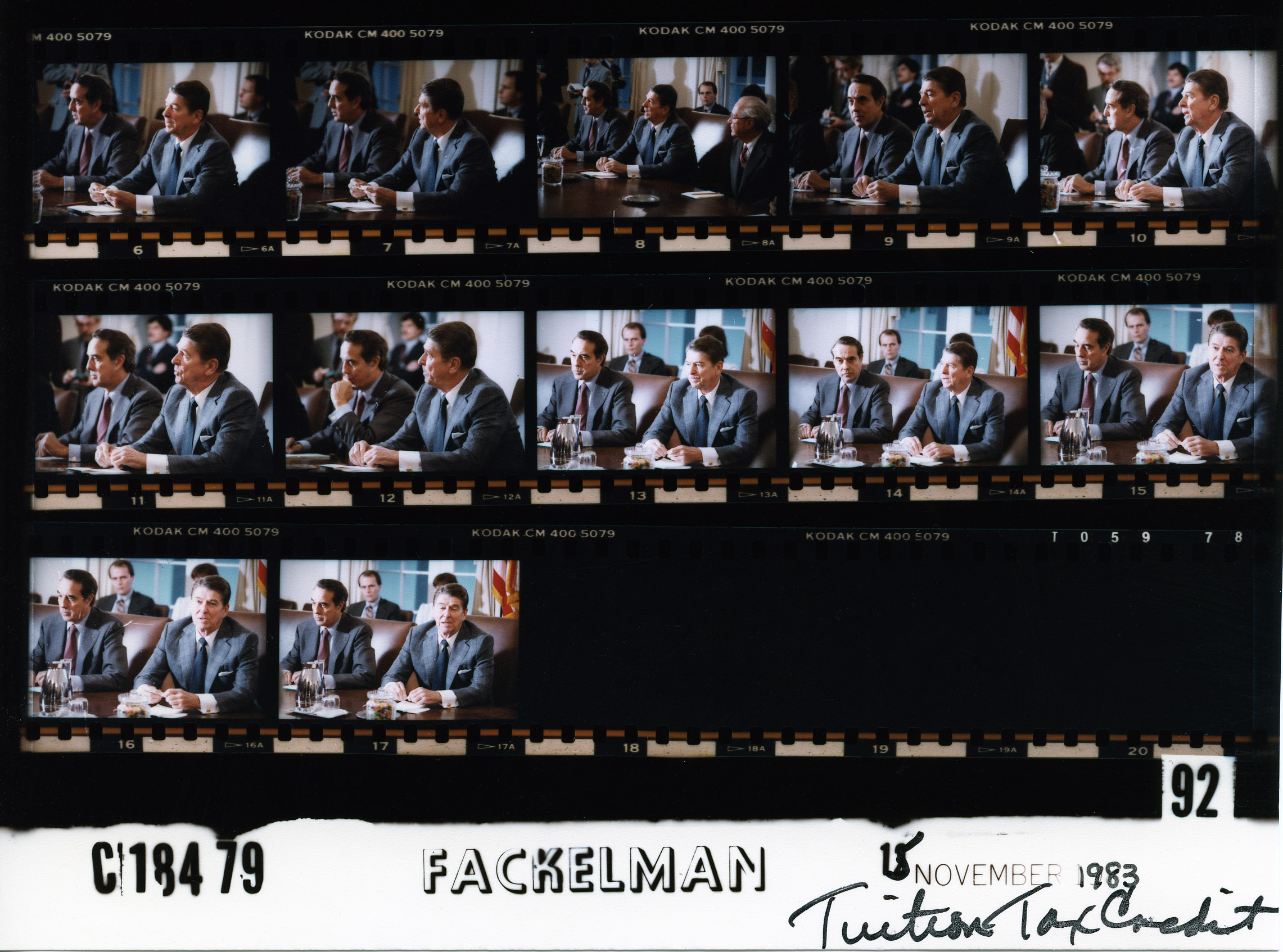
Kontaktní list fotografií Fackelmanové z Reaganovy knihovny
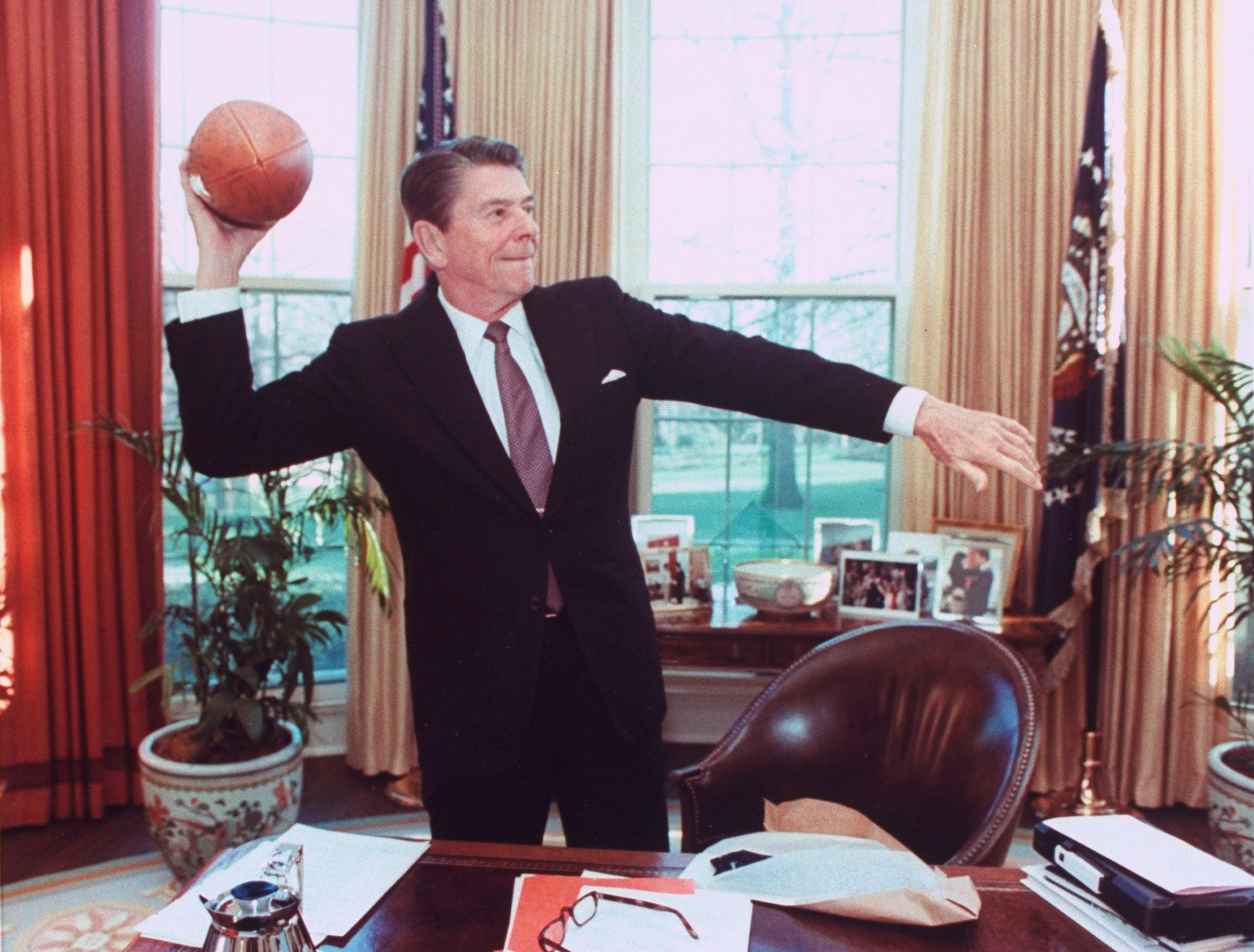
Prezident Ronald Reagan s fotbalovým míčem v Oválné pracovně
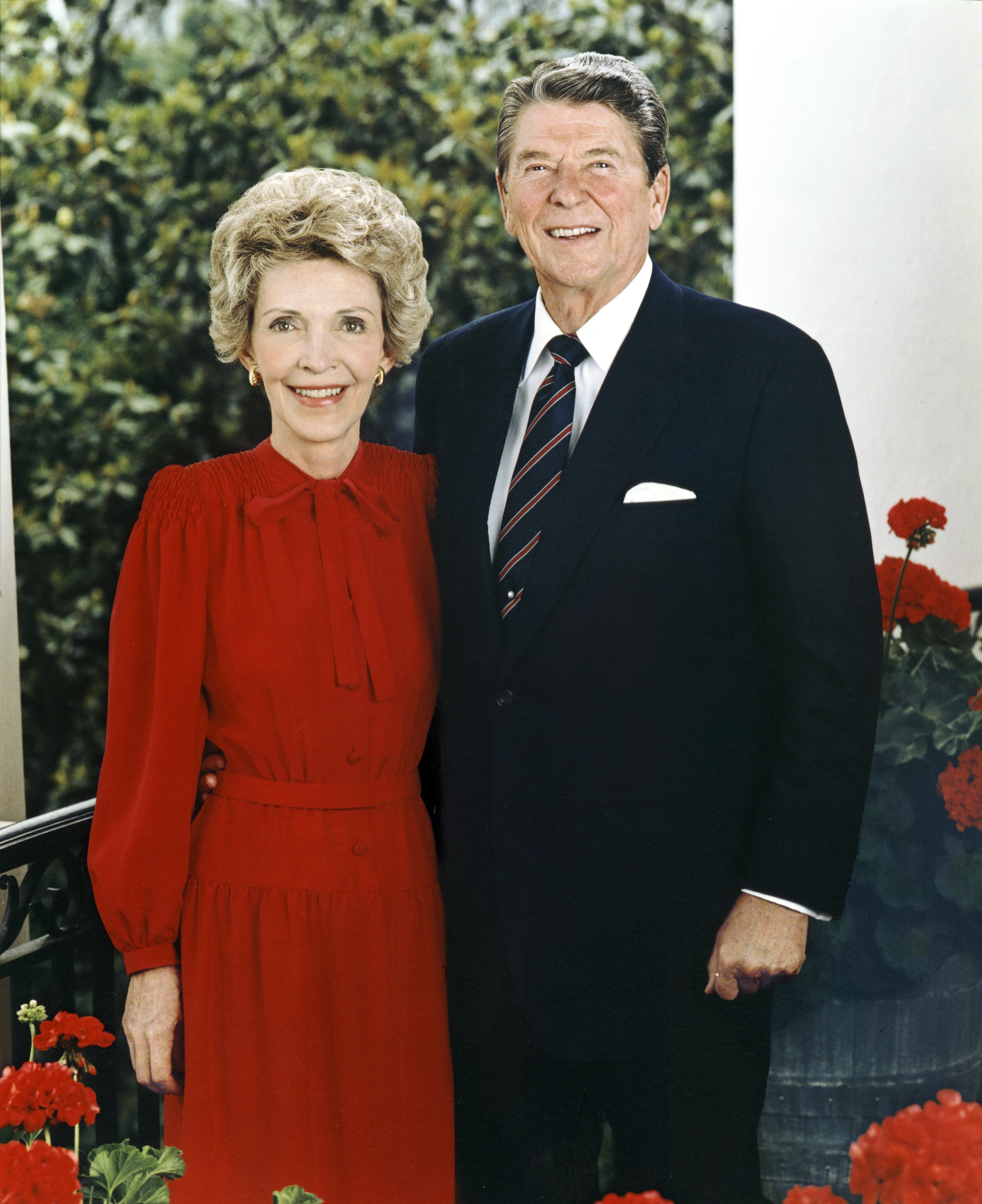
Oficiální portrét Reaganových, 1985